# 陳家碧
陳家碧（英語：Chan Ka Pik，2月15日），前香港無線電視藝員，節目主持人，曾先後主持娛樂新聞眼和城市追擊。(與七、八十年代另一位女演員同名同姓)

## 經歷
陳家碧中學時代畢業於天主教母佑會蕭明中學，於1986年參加第五屆新秀歌唱大賽入圍30強 （页面存档备份，存于），落敗後于1988年從第十五期無線電視藝員訓練班畢業，同期同學有林家棟，黃德斌，雷宇揚，劉錫明，黎芷珊和林燕明等。1989年簽約無線電視，與梁朝偉，鄧萃雯合演《俠客行》並飾演白阿繡一角，亦曾加入《歡樂今宵》節目組。1990年加入主持《娛樂新聞眼》，同期主持有古巨基、盧敏儀和何寶生等。曾跟戴思聰學唱歌，並介紹陳曉東與戴思聰認識，令二人成為師徒。先後參予主持多個旅遊節目，包括寰宇風情的印尼北蘇門答臘系列 (棉蘭即景、湖畔山城、島中之島、馬達獵奇)，大江南北 (南國風光-湛光、雷州古城)，點解旅遊咁好玩系列 (意大利、法國、英國)等等。亦曾與黃霑、廖啟智一起主持早期的《城市追擊》，1994年離開無線繼續升讀大學，正式退出演藝工作，後嫁予余錦基之弟余錦遠，有兩個女兒。

## 演出

### 電視劇
- 1989年 花月佳期
- 1989年 俠客行 飾 白阿繡
- 1989年 淘氣雙子星
- 1989年 蓋世豪俠 飾 玄冰宮弟子
- 1990年 我本善良 飾 Eva

### 電影
- 新半斤八兩 飾 接待員 (1990)
- 快樂的小雞(1990)
- 唐伯虎點秋香 飾 唐伯虎之妻 (1993)
- 正牌香蕉俱樂部 (1996)

### 廣告
- 1988年 Kao 花王美力頭皮 bye bye
- 1993年 永安旅遊歐洲遊

### MTV
- 1989年 王傑 酒醉酒醒

## 歌曲
- 1990年《情難斷》（與姚志漢合唱，收錄於姚志漢《感情感覺》專輯內）

## 其它身份
- 香港影視明星體育協會會員。
- 香港演藝人協會第一屆和第二屆理事。

## 外部連結
- 陳家碧唔得閒追個仔 （页面存档备份，存于）
- 陳家碧拒做黃面婆 （页面存档备份，存于）
- 【香港影庫】陳家碧 （页面存档备份，存于）
- Kao花王美力頭皮Bye Bye廣告 （页面存档备份，存于）
- (香港經典廣告) 永安旅遊 歐洲遊 （页面存档备份，存于）
- 戴思聰 "星河回憶錄" （页面存档备份，存于）
- 娛樂新聞眼 （页面存档备份，存于）
- 娛樂新聞眼:訪問梅艷芳
- 城市追擊的底牌 （页面存档备份，存于）
- 家傳碧玉
- 芷珊密語：那些年快樂的回憶 （页面存档备份，存于）